# Boda, Ljusdals kommun
Boda är en by och småort i Järvsö socken i Ljusdals kommun belägen mellan Järvsö och Ljusdal, längs riksväg 83,vid Bodasjön.